# 2022年世界水泳選手権カーボベルデ選手団
2022年世界水泳選手権カーボベルデ選手団は、2022年6月18日から7月3日までハンガリーのブダペストで開催された第19回世界水泳選手権のカーボベルデ選手団、およびその競技結果。

## 選手団
- 人員: 選手 2人

## 選手名簿・結果
| 選手           | 種目              | 予選      | 予選 | 準決勝   | 準決勝   | 決勝     | 決勝     |
| 選手           | 種目              | 結果      | 順位 | 結果     | 順位     | 結果     | 順位     |
| -------------- | ----------------- | --------- | ---- | -------- | -------- | -------- | -------- |
| トロイ・ピナ   | 男子50m自由形     | 26秒45    | 79位 | 予選敗退 | 予選敗退 | 予選敗退 | 予選敗退 |
| トロイ・ピナ   | 男子50mバタフライ | 27秒33    | 62位 | 予選敗退 | 予選敗退 | 予選敗退 | 予選敗退 |
| ジェイラ・ピナ | 女子50m平泳ぎ     | 34秒97    | 45位 | 予選敗退 | 予選敗退 | 予選敗退 | 予選敗退 |
| ジェイラ・ピナ | 女子100m平泳ぎ    | 1分15秒80 | 45位 | 予選敗退 | 予選敗退 | 予選敗退 | 予選敗退 |

出場した2人は兄弟である。